# Last Night (2010)
Last Night ist ein französisch-US-amerikanisches Filmdrama von Massy Tadjedin aus dem Jahr 2010. Der Film wurde von Gaumont, Nick Wechsler Productions und Star Entertainment produziert.

## Handlung
Joanna und Michael Reed sind seit drei Jahren glücklich verheiratet. Joanna wird eifersüchtig, als sie auf einer Party Michaels gutaussehende Kollegin Laura kennenlernt. Zur Rede gestellt, streitet Michael jedoch ab, ein Verhältnis mit ihr zu haben. Am nächsten Tag fährt Michael mit Laura und seinem Kollegen Andy auf Geschäftsreise. Während Michael nicht zu Hause ist, trifft Joanna zufällig auf Alex, ihren französischen Exfreund. Die beiden waren vor Jahren kurz zusammen in einer Zeit, als Joanna und Michael zeitweise getrennt waren. Sie haben beide noch starke Gefühle füreinander und Joanna hat Michael nie von Alex erzählt. Obwohl Joanna und Alex sich sehr zueinander hingezogen fühlen, schlafen sie nicht miteinander. Alex verlässt am nächsten Morgen die Stadt. Michael begehrt Laura. Er liebt Joanna, widersteht der Versuchung jedoch nicht. Am Morgen danach bricht er die Dienstreise vorzeitig ab und kehrt nach Hause zurück. Als Michael nach Hause kommt, findet er Joanna weinend. Ihre Schuhe liegen herum und sie trägt Reizwäsche. Das deutet darauf hin, dass sie wohl am Vorabend ausgegangen war. Der Film endet als sie Luft holt, um ihm etwas zu sagen.

## Kritiken
Andreas Scheiner bei zeit-online.de bemerkt zu diesem Film: „‚Last Night‘ ist kein Revolutionary Road, keine Beziehungsauslotung mit sozialkritischem Überbau. Tadjedin stellt den Lifestyle ihres Musterehepaars nie zur Disposition; sie hat aus der einfachen Ausgangslage ein stimmiges romantisches Drama entwickelt, an das man sich auch am Morgen danach gerne erinnert.“
Critic.de schreibt ähnlich: „‚Last Night‘ ist um Worte nicht verlegen. Zunächst aber bemüht sich Regiedebütantin Massy Tadjedin, mit Szenen der Alltäglichkeit die Protagonisten in ihr Milieu einzuschreiben. Routinierte Handgriffe, konzentrierte und doch abwesende Blicke, Michael (Sam Worthington) und Joanna (Keira Knightley) bewegen sich wie automatisiert und leblos durch ihre geräumige New Yorker Wohnung. […] Die zweite Garde, Eva Mendes und Guillaume Canet, sind wohl die charismatischeren Darsteller, doch sie kriegen nur wenig differenzierte Rollen zu spielen. Sie sollen verführen, auch uns, über die eigenen Werte- und Liebesvorstellungen nachzudenken. Doch was und wie viel davon abhängt, bleibt im lebens- und wirklichkeitsfernen, weil zu jeder Zeit universell-exemplarischen ‚Last Night‘ offen.“
Bei der Süddeutschen Zeitung schreibt Rainer Gansera: „Die Männer sind charmant und liebenswert gezeichnet, meisterlich aber setzt Massy Tadjedin die Frauen in Szene: Keira Knightleys romantische Fragilität, Eva Mendes’ fulminante Sinnlichkeit. Selten gelingt es, weibliche Attraktion derart funkenstiebend aufglühen zu lassen.“
Die Deutsche Film- und Medienbewertung FBW in Wiesbaden verlieh dem Film das Prädikat wertvoll.